# Way of Eternity
Way to Eternity (et non Way of Eternity comme indiqué dans le titre) est une chanson du groupe Enigma pour l'album MCMXC a.D. en 1990.
Première partie de Back to the Rivers of Belief, septième et dernier titre de MCMXC a.D., Way to Eternity débute par cinq notes : il s'agit des cinq premières notes du code musical du film de Steven Spielberg, Rencontres du troisième type,  dont la musique fut composée par John Williams.